# Кодати

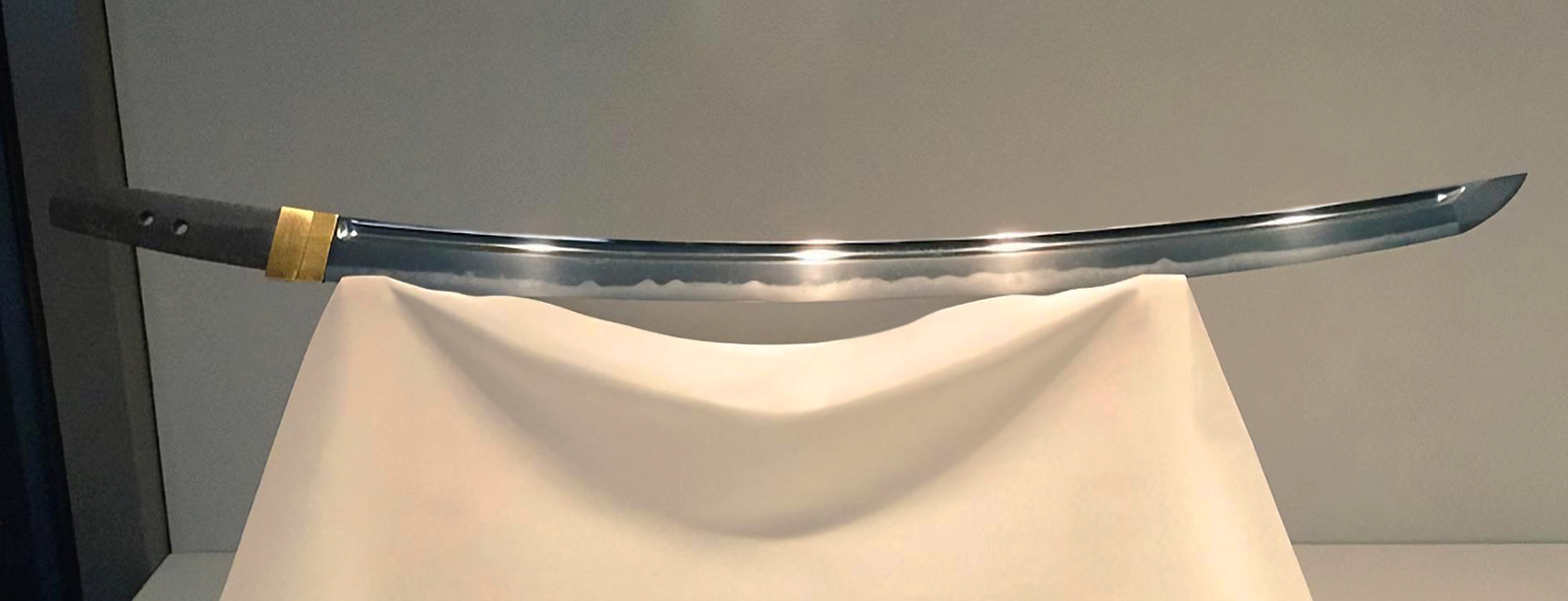
Кодати «Хатия Нагамицу», XIII век

Кодати (яп. 小太刀, букв. «маленький тати») — японский меч, слишком короткий, чтобы считаться дайто (длинным мечом) и слишком длинный, чтобы считаться кинжалом. Из-за размера его можно было очень быстро выхватить, а также фехтовать. Он мог применяться там, где движения были стеснены (или при атаке плечом к плечу). Так как этот меч был короче 2-х сяку (около 60 см), в период Эдо его дозволено было носить не только самураям, но и торговцам.
Кодати похож по длине на вакидзаси, и хотя их клинки значительно различаются по конструкции, кодати и вакидзаси настолько похожи по технике использования, что их нередко путают. Главное отличие состоит в том, что кодати обычно шире вакидзаси. Кроме того, кодати всегда носился в специальной перевязи изгибом вниз (как тати), в то время как вакидзаси носили заткнутым за оби изгибом клинка вверх. В отличие от других видов японского оружия, кодати обычно не носился ни с каким другим мечом (ср.: катану и вакидзаси обычно носили вместе).